# Raión de Pávlovsk (Vorónezh)
El raión de Pávlovsk (ruso: Па́вловский райо́н) es un distrito administrativo y municipal (raión) ruso perteneciente a la óblast de Vorónezh. Se ubica en el centro-sur de la óblast. Su capital es Pávlovsk.
En 2021, el raión tenía una población de 51 144 habitantes.
El río Don marca todo el límite occidental del raión. En su territorio se ubica el curso bajo del río Osered, que desemboca en el río Don junto a la capital distrital.

## Subdivisiones
Comprende la ciudad de Pávlovsk (la capital, que forma un ayuntamiento urbano sin pedanías) y 53 localidades rurales, estas últimas agrupadas en los siguientes catorce asentamientos rurales:
- Aleksándrovka
- Aleksándrovka Donskaya
- Vorontsovka
- Gavrilsk
- Yelizavétovka
- Yeryshovka
- Bolshaya Kazinka
- "Krásnoye" (con capital en Shuválov)
- Lívenka
- Lósevo
- Leskí
- Petrovka
- Pokrovka
- Rúskaya Vuilovka